# Сігетець
Сігетець (хорв. Sigetec) — населений пункт у Хорватії, в Копривницько-Крижевецькій жупанії у складі громади Петеранець.

## Населення
Населення за даними перепису 2011 року становило 1 212 осіб.
Динаміка чисельності населення поселення: